# عطسه واکنش به نور
عطسه واکنش به نور یک خصوصیت ژنتیکی است که با قرار گرفتن فرد دارای آن خصوصیت به‌طور تصادفی در مقابل نور(پس از قرار گرفتن در محل تاریک)، باعث عطسه‌های متوالی او می‌شود. تخمین زده می‌شود بین ده تا بیست و پنج درصد افراد دارای این خصوصیت هستند.

## خطرات
عمدتاً عطسه کردن به تنهایی باعث بروز مشکل یا آسیب دیدگی نمی‌شود، بلکه بیشتر باعث آزار است تا آسیب. اگرچه عطسه واکنش به نور می‌تواند در هنگام رانندگی یا کار با وسایل مکانیکی باعث ایجاد حادثه شود.